# Ignacio Chapela
Ignacio H. Chapela es un ecólogo, micro biólogo, activista ambiental y micólogo de la Universidad de California en Berkeley, y un importante crítico de los lazos de dicha universidad con la industria de la biotecnología. También es el autor de un controvertido artículo publicado en la revista Nature acerca de la penetración de transgénicos en el maíz mexicano.
Chapela también es reconocido por su trabajo en el ámbito de recursos naturales y derechos indígenas.
En 1988 obtuvo su doctorado por la Universidad de Cardiff.

## Disputas con la Universidad de Berkeley
Chapela objetó el hecho de que su facultad recibiera dinero de la empresa Novartis, asumiendo una fuerte posición al respecto. La plaza como profesor titular (tenure) le fue negada en 2003 por la intervención del miembro de la facultad favorable a la agro industria, Jasper Rine. Sin embargo, Chapela obtuvo finalmente la plaza el 17 de mayo de 2005. Chapela también se expresó contra los 500 millones de dólares pactados por la Universidad de Berkeley, la Universidad Urbana-Champaign y la compañía British Petroleum para investigar acerca de la producción de biocombustibles, lo que puede incorporar microorganismos y plantas diseñados a través de la ingeniería genética. El convenio entró en operaciones el 14 de noviembre de 2007.

## Chapela y los derechos indígenas
Chapela fundó Les indígenes, un centro que se ocupa  problemas relacionados con recursos naturales y derechos indígenas y que colabora con comunidades indígenas en México, Costa Rica y Ecuador en temas relacionados con derechos sobre los recursos genéticos.

## Chapela y la micología
Chapela ha trabajado en la simbiosis entre las hormigas arbófagas y su cultivo de hongos (attine symbiosis). Su investigación parece indicar que algunas de estas hormigas han «domesticado» un linaje de hongos a lo largo de 30 millones de años; Chapela está estudiando actualmente esta simbiosis tanto desde el punto de vista evolucionista y agrícola como los mecanismos para manipularla.
También es miembro del Consejo Consultivo de The Sunshine Project, organización que promueve las preocupaciones ciudadanas relacionadas con la bioseguridad y las armas biológicas.

## Algunas publicaciones
- i.h. Chapela, m. Garbelotto. 2004. Phylogeography and evolution in matsutake and close allies inferred by analyses of ITS sequences and AFLPs. Mycologia 96 (4): 730-741

- m.h. Henn, i.h. Chapela. 2004. Isotopic Fractionation during Ammonium Assimilation by Basidiomycete Fungi and Its Implications for Natural Nitrogen Isotope Patterns. New Phytologist 162: 771-781

- -----------, ---------------. 2004. Ecophysiology of 13C and 15N Isotopic Fractionation in Forest Fungi and the Roots of the Saprotrophic-Mycorrhizal Divide. Oecologia 128 (4): 480-487

- Quist, david, i.h. Chapela. 2001. Transgenic DNA introgressed into traditional maize landraces in Oaxaca, Mexico. Nature 414: 541–543 pmid 11734853 10.1038/35107068
- La abreviatura «Chapela» se emplea para indicar a Ignacio Chapela como autoridad en la descripción y clasificación científica de los vegetales.[10]